# David du Plessis
David du Plessis (ur. 7 lutego 1905, zm. 2 lutego 1987) – urodzony w Południowej Afryce pastor zielonoświątkowy. Jest uważany za jednego z głównych twórców ruchu charyzmatycznego, w którym doświadczenie zielonoświątkowe rozprzestrzeniło się do kościołów nie-zielonoświątkowych na świecie.
Nawrócił się na ewangeliczne chrześcijaństwo w wieku 16 lat, następnie otrzymał zielonoświątkowy chrzest w Duchu Świętym, w wieku 18 lat, z doświadczeniem mówienia językami. Ordynację na duchownego przyjął w 1928 w Misji Wiary Apostolskiej, po czym w 1949 przeniósł się do Stanów Zjednoczonych, gdzie pracował w Zborach Bożych aż do 1962, gdy został ekskomunikowany za zaangażowanie w ekumenizm.